# Don Clary
Donald Gene « Don » Clary, Jr.  (né le 29 juillet 1957 à Anchorage) est un athlète américain spécialiste du 5 000 mètres. Sponsorisé par Adidas, il mesurait 1,75 m pour 74 kg.

## Biographie

### Palmarès
| Date | Compétition                            | Lieu        | Résultat | Épreuve      | Performance    |
| ---- | -------------------------------------- | ----------- | -------- | ------------ | -------------- |
| 1980 | Championnats du monde de cross-country | Paris       | 43e      | Individuel   |                |
| 1980 | Championnats du monde de cross-country | Paris       | 2e       | Par équipe   | 163 pts        |
| 1984 | Sélections olympiques américaines      | Los Angeles | 3e       | 5 000 mètres | 13 min 28 s 62 |
| 1985 | Jeux mondiaux en salle                 | Paris-Bercy | 2e       | 3 000 m      | 7 min 57 s 78  |

### Records
| Épreuve      | Performance    | Lieu | Date |
| ------------ | -------------- | ---- | ---- |
| Mile         | 4 min 01 s 32  |      | 1982 |
| 5 000 mètres | 13 min 27 s 41 |      | 1986 |